# .tw
.tw is het achtervoegsel van domeinen van websites uit Taiwan.
Het is mogelijk om domeinnamen in Chinese karakters te registreren.